# Дам'ян Яніковський
Дам'ян Яніковський  (пол. Damian Janikowski, 27 червня 1989) — польський борець греко-римського стилю, срібний призер чемпіонату світу, срібний та бронзовий призер чемпіонатів Європи, бронзовий призер Олімпійських ігор.

## Біографія
Боротьбою почав займатися з 1999 року.
Виступає за спортивнийий клуб «WKS Slask» з Вроцлава.

## Спортивні результати на міжнародних змаганнях

### Виступи на Олімпіадах
| Змагання                                   | Збірна | Вагова категорія                 | Місце  |
| ------------------------------------------ | ------ | -------------------------------- | ------ |
| Боротьба на літніх Олімпійських іграх 2012 | Польща | греко-римська боротьба, до 84 кг | Бронза |

### Виступи на Чемпіонатах світу
| Змагання                        | Збірна | Вагова категорія                 | Місце  |
| ------------------------------- | ------ | -------------------------------- | ------ |
| Чемпіонат світу з боротьби 2009 | Польща | греко-римська боротьба, до 84 кг | 8      |
| Чемпіонат світу з боротьби 2010 | Польща | греко-римська боротьба, до 84 кг | 5      |
| Чемпіонат світу з боротьби 2011 | Польща | греко-римська боротьба, до 84 кг | Срібло |
| Чемпіонат світу з боротьби 2013 | Польща | греко-римська боротьба, до 84 кг | 5      |
| Чемпіонат світу з боротьби 2014 | Польща | греко-римська боротьба, до 85 кг | 17     |
| Чемпіонат світу з боротьби 2015 | Польща | греко-римська боротьба, до 85 кг | 7      |

### Виступи на Чемпіонатах Європи
| Змагання                         | Збірна | Вагова категорія                 | Місце  |
| -------------------------------- | ------ | -------------------------------- | ------ |
| Чемпіонат Європи з боротьби 2010 | Польща | греко-римська боротьба, до 84 кг | 13     |
| Чемпіонат Європи з боротьби 2011 | Польща | греко-римська боротьба, до 84 кг | 5      |
| Чемпіонат Європи з боротьби 2012 | Польща | греко-римська боротьба, до 84 кг | Срібло |
| Чемпіонат Європи з боротьби 2013 | Польща | греко-римська боротьба, до 84 кг | 15     |
| Чемпіонат Європи з боротьби 2014 | Польща | греко-римська боротьба, до 85 кг | Бронза |

### Виступи на Європейських іграх
| Змагання              | Збірна | Вагова категорія                 | Місце |
| --------------------- | ------ | -------------------------------- | ----- |
| Європейські ігри 2015 | Польща | греко-римська боротьба, до 85 кг | 20    |

### Виступи на інших змаганнях
| Змагання                                                         | Збірна | Вагова категорія                 | Місце  |
| ---------------------------------------------------------------- | ------ | -------------------------------- | ------ |
| Гран-прі Німеччини з боротьби 2010                               | Польща | греко-римська боротьба, до 84 кг | 27     |
| Міжнародний меморіал Дейва Шульца 2011                           | Польща | греко-римська боротьба, до 84 кг | Золото |
| Гран-прі Іспанії з боротьби 2011                                 | Польща | греко-римська боротьба, до 84 кг | Срібло |
| Міжнародний турнір Ньюйоркського атлетичного клубу 2011          | Польща | греко-римська боротьба, до 84 кг | Золото |
| Тестовий турнір FILA 2011                                        | Польща | греко-римська боротьба, до 84 кг | 7      |
| Кубок Владислава Пітласинські 2012                               | Польща | греко-римська боротьба, до 84 кг | Срібло |
| Cerro Pelado International 2013                                  | Польща | греко-римська боротьба, до 84 кг | Срібло |
| Кубок Азовмаша 2013                                              | Польща | греко-римська боротьба, до 84 кг | Золото |
| Кубок Владислава Пітласинські 2013                               | Польща | греко-римська боротьба, до 84 кг | Срібло |
| Чемпіонат світу з боротьби серед військовослужбовців 2013        | Польща | греко-римська боротьба, до 84 кг | Срібло |
| Турнір Івана Піддубного 2014                                     | Польща | греко-римська боротьба, до 85 кг | Бронза |
| Золотий Гран-прі з боротьби 2014 (Сомбатгей)                     | Польща | греко-римська боротьба, до 85 кг | 9      |
| Гран-прі Німеччини з боротьби 2014                               | Польща | греко-римська боротьба, до 85 кг | 11     |
| Кубок Владислава Пітласинські 2014                               | Польща | греко-римська боротьба, до 85 кг | 9      |
| Чемпіонат світу з боротьби серед військовослужбовців 2014        | Польща | греко-римська боротьба, до 85 кг | Срібло |
| Гран-прі Парижа з боротьби 2015                                  | Польща | греко-римська боротьба, до 85 кг | Срібло |
| Гран-прі FILA 2015                                               | Польща | греко-римська боротьба, до 85 кг | 27     |
| Кубок Владислава Пітласинські 2015                               | Польща | греко-римська боротьба, до 85 кг | 28     |
| Всесвітні ігри військовослужбовців 2015                          | Польща | греко-римська боротьба, до 85 кг | Срібло |
| Кубок Вантаа з боротьби 2015                                     | Польща | греко-римська боротьба, до 98 кг | Золото |
| Кубок Арво Хаавісто 2015                                         | Польща | греко-римська боротьба, до 98 кг | Золото |
| Гран-прі Загреба з боротьби 2016                                 | Польща | греко-римська боротьба, до 85 кг | Золото |
| Гран-прі Угорщини з боротьби 2016                                | Польща | греко-римська боротьба, до 85 кг | Золото |
| Олімпійський кваліфікаційний турнір з боротьби 2016 (Зренянин)   | Польща | греко-римська боротьба, до 85 кг | 20     |
| Олімпійський кваліфікаційний турнір з боротьби 2016 (Улан-Батор) | Польща | греко-римська боротьба, до 85 кг | 14     |
| Кубок Владислава Пітласинські 2016                               | Польща | греко-римська боротьба, до 85 кг | Срібло |
| Чемпіонат світу з боротьби серед військовослужбовців 2016        | Польща | греко-римська боротьба, до 85 кг | Бронза |

### Виступи на змаганнях молодших вікових груп
| Змагання                                       | Збірна | Вагова категорія                 | Місце  |
| ---------------------------------------------- | ------ | -------------------------------- | ------ |
| Чемпіонат Європи з боротьби серед юніорів 2007 | Польща | греко-римська боротьба, до 74 кг | 8      |
| Чемпіонат світу з боротьби серед юніорів 2007  | Польща | греко-римська боротьба, до 74 кг | 20     |
| Чемпіонат Європи з боротьби серед юніорів 2009 | Польща | греко-римська боротьба, до 74 кг | 7      |
| Чемпіонат світу з боротьби серед юніорів 2009  | Польща | греко-римська боротьба, до 74 кг | Бронза |
| Чемпіонат Європи з боротьби серед кадетів 2004 | Польща | греко-римська боротьба, до 46 кг | 17     |
| Чемпіонат Європи з боротьби серед кадетів 2006 | Польща | греко-римська боротьба, до 63 кг | 18     |